# Волков, Фёдор Григорьевич
Фёдор Григо́рьевич Во́лков (9 (20) февраля 1729, Кострома — 4 (15) апреля 1763, Москва) — русский театральный режиссёр и актёр, один из основоположников (вместе с поэтом Александром Сумароковым) профессионального театра в России; организатор и руководитель «Русского для представления трагедий и комедий театра» — предшественника Александринского театра.

## Биография
Родился 9 февраля (20 февраля по новому стилю) 1729 года в Костроме. Мемориальная доска установлена на д. 10 по улице Симановского.
Имел двух братьев — Гаврилу и Григория.
Отец его, костромской купец, умер во время его малолетства. Мать в 1735 году вторично вышла замуж за купца Фёдора Полушкина и переехала к нему с детьми в Ярославль. Отчим Волкова был человек состоятельный и добрый. Ярославцам были знакомы разные виды театральных представлений. Волков с детства видел народные игрища, любительские спектакли и представления школьных драм. Он отличался разнообразными талантами. Первые уроки грамотности мальчик получил от пастора, состоявшего при герцоге Э. И. Бироне, сосланном в Ярославль.
В возрасте 14 лет отправлен в Москву обучаться делу к немецким промышленникам, у которых Волков, помимо всего прочего, в совершенстве выучил немецкий язык, на котором говорил «как природный немец». В Москве же он увлёкся театральными представлениями, которые разыгрывались студентами Славяно-греко-латинской академии. Учась в Москве, Волков, по свидетельству А. А. Шаховского, «отличался на святках в представлении духовных драм и переводных комедий, которыми издавна славились заиконоспасские студенты». Волков выделялся из среды сверстников умом, прилежанием и знаниями, «пристрастно прилежал, — по словам Новикова, — к познанию наук и художеств». Время учёбы совпало с восхождением на престол Елизаветы Петровны, которая немало способствовала развитию культуры.
В 1746 году молодой купец прибыл по делам в Петербург, и здесь, по преданию, посещение придворного театра произвело на него потрясающее впечатление. Он весь отдался новой страсти и в течение двух лет пребывания в Петербурге занимался искусствами и изучением сценического дела. В 1748 году после смерти отчима Фёдор Волков получает в управление заводы, но вскоре уходит от дел, передав управление брату.
Обретя независимость, он собирает вокруг себя любителей театральных представлений из числа ярославской молодёжи. 29 июня (10 июля) 1750 года в большом каменном амбаре, где прежде купец Полушкин хранил свой товар, Волков дал своё первое публичное представление, показав драму «Эсфирь» (в переводе Волкова) и пастораль «Эвмон и Берфа». Хотя не все ярославцы приняли новую забаву, и даже имеются сведения о разбое, учинённом несколькими горожанами во время одного из спектаклей, уже в следующем году в Ярославле специально для спектаклей Волкова был построен деревянный театр на берегу Волги, открывшийся 7 января 1751 года трагедией А. П. Сумарокова «Хорев». В театре Волкова, кроме него самого, играли его братья Григорий и Гаврила, «канцеляристы» Иван Иконников и Яков Попов, «церковник» Иван Дмитревский, «пищики» Семён Куклин и Алексей Попов, цирюльник Яков Шумский, посадские люди Семён Скачков и Демьян Галик. Это был первый общедоступный театр в России.
Вскоре про «ярославские комедии» стало известно при дворе императрицы Елизаветы Петровны. Специальным указом 1752 года она вызвала Волкова в Петербург:
…Императрица Елисавета Петровна самодержица всероссийская сего генваря 3 дня указать соизволили: ярославских купцов Фёдора Григорьева сына Волкова с братьями Гаврилою и Григорием, которые в Ярославле содержат театр и играют комедии, и кто им для того ещё потребны будут, привесть в Санкт-Петербург <…> Для скорейшего оных людей и принадлежащего им  сюда привозу, под оное дать ямские подводы и на них из казны прогонные деньги…
С конца января ярославцы во главе с Фёдором Волковым уже играли перед императрицей и двором. Способных молодых «охочих комедиантов» отдают учиться в Сухопутный Шляхетный корпус — и 4 года они получают «высшее образование», учатся танцам, наукам, языкам, декламации. Только после того, как любители стали профессионалами, Елизавета Петровна подписывает Указ.
30 августа 1756 года был официально учреждён «Русский для представления трагедий и комедий театр», положивший начало созданию Императорских театров России, а Фёдор Волков был назначен «первым русским актёром», а директором театра стал Александр Сумароков, в 1761 году этот пост занял Волков. Но ради любимого дела Фёдор Григорьевич отказался от поста в личной канцелярии императрицы (кабинет-министра), ордена Святого Андрея Первозванного, поместий и крепостных.
В 1762 году именным указом императрицы Екатерины II Григорий и Фёдор Григорьевичи Волковы возведены в дворянское достоинство с выдачей диплома и герба 10 сентября 1765 года (Герб. Часть XX. № 12).
Фёдор Волков написал около 15 пьес («Суд Шемякин», «Всяк Еремей про себя разумей», «Увеселение московских жителей о масленице» и др.), не сохранившихся до нашего времени, также был автором торжественных од (известно, что начал писать оду «Пётр Великий») и песен (сохранились «Ты проходишь мимо кельи, дорогая» о насильно постриженном в монахи и «Станем, братце, петь старую песню, как живали в первом веке люди» о минувшем Золотом веке). Помимо этого он занимался художественным оформлением спектаклей; известна его картина, изображающая его и братьев во время спектакля, бюст Петра I; согласно преданию его работой является и резной иконостас Николо-Надеинской церкви в Ярославле. Играл на многих инструментах и создавал музыку к спектаклям.
До сих пор одним из самых неясных моментов в его жизни является его роль во время переворота и возведения на престол Екатерины II. Обращает на себя внимание факт включения гражданского лица в отряд гвардейцев, охранявших свергнутого императора Петра III в Ропше, существует версия о его причастности к его смерти. После переворота он всегда имел доступ в кабинет государыни без доклада. На масляную неделю 1763 года, в честь коронации императрицы Екатерины II, в Москве был устроен многодневный «большой маскарад, называемый „Торжествующая Минерва“, в котором изъявится Гнусность пороков и Слава добродетели», который стал последним творением Волкова.
Во время маскарада он простудился. Пролежав несколько дней в беспамятстве, он уже начал поправляться, но внезапно у него развился аппендицит и 4 апреля (15 апреля по новому стилю) 1763 года Фёдор Волков умер. Свой последний спектакль он сыграл 29 января, выступив в своей лучшей роли Оскольда в трагедии Сумарокова «Семира».
Похоронен в Москве на кладбище Златоустовского монастыря (монастырь не сохранился, находился между Мясницкой и Покровской улицами). Никаких следов от его могилы не осталось. До обнаружения Л. М. Стариковой документов о погребении Ф. Г. Волкова местом его захоронения считалось кладбище Спасо-Андроникова монастыря (данная информация шла от первого биографа Ф. Волкова Н. И. Новикова). При этом и на данном кладбище не было известно, где именно он был похоронен. Когда праздновалось 150-летие основания русского театра (в 1912 году), русское театральное общество постановило водрузить на кладбище памятную доску с надписью. Доска была помещена на склепе, сооруженном над могилой отца артистки Савиной. Впоследствии склеп подвергся разрушению, а доска с него была сорвана. В 1923 году историк театра А. Бахрушин обратился в Глазмузей с просьбой принять меры по охране памятника, и было обещано поместить доску на стене монастыря. Однако в итоге особых мер по сохранению доски предпринято не было. Только в 1960 году на территории монастыря было установлено надгробие-кенотаф Ф. Волкову.

## Отзывы современников
Г. Р. Державин называл Волкова «знаменитым по уму своему».
Познакомился я тут с Ф. Г. Волковым, мужем глубокого разума, наполненного достоинствами, который имел большие знания и мог бы быть человеком государственным.Д. И. Фонвизин
Сей муж был великого, обымчивого и проницательного разума, основательного и здравого рассуждения и редких дарований, украшенных многим учением и прилежным чтением наилучших книг.Н. И. Новиков

## Память
- Барельеф Фёдора Григорьевича Волкова установлен в Новгороде в памятнике-монументе Тысячелетие России в 1862 году[11].
- В Ярославле в честь Ф. Г. Волкова назван театр, площадь перед ним и улица, а в 1973 году был открыт памятник в сквере у театра. Его инициалы Ф. В. также высечены на фонарных столбах рядом с театром.
- Правительством РФ учреждена «Премия имени Федора Волкова за вклад в развитие театрального искусства Российской Федерации»[12].
- В СССР были выпущены почтовые марки, посвященные Волкову.
- В Ярославле была учреждена масонская ложа, которая была названа в честь Фёдора Волкова[13].

- Почтовые марки СССР
- Почтовая марка СССР, 1956 год: 
 200 лет со дня учреждения первого в Петербурге государственного театра
- Почтовая марка СССР, 1972 год: 
 портрет актера работы А. П. Лосенко